# Campiello del Angaran
Der Campiello del Angaran (ältere Schreibweise: Campiello de Cà Angaran) ist ein kleiner Platz, oder Innenhof, in Venedig. Er befindet sich im historischen Stadtviertel Dorsoduro direkt südöstlich der Kirche San Pantalon. Namengebend für den Hof war Orazio Angaran detto Zen, der im frühen 18. Jahrhundert hier wohnte.

## Beschreibung der Spolie

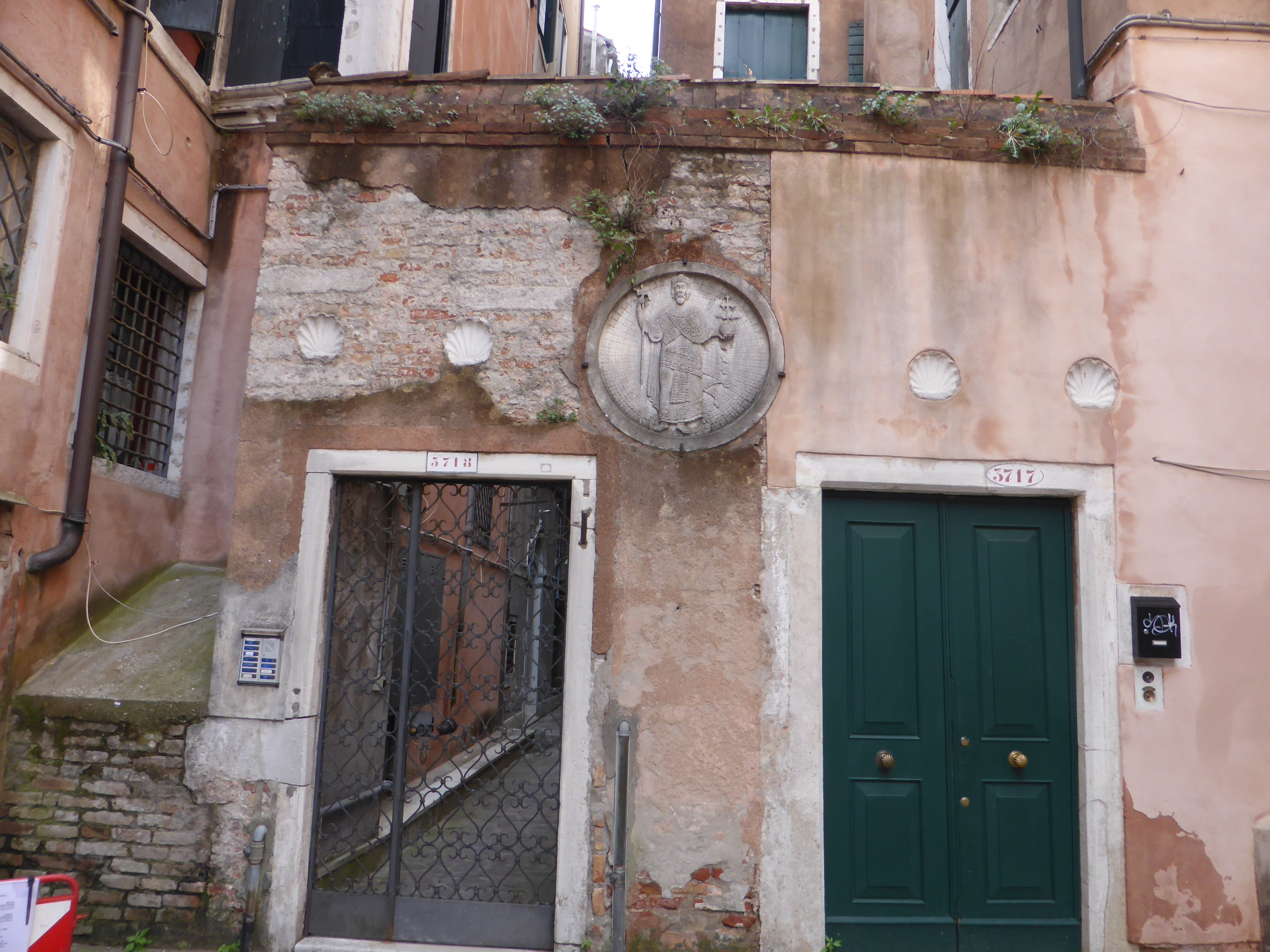
Situation der Spolie an einer Hauswand

Dieser Innenhof ist bemerkenswert durch eine zwischen zwei Türen verbaute byzantinische Spolie aus Marmor mit Reliefdarstellung eines oströmischen Kaisers (rund, Durchmesser etwa 90 cm). Die Form des Tondo hat einen praktischen Grund. Von einer Säule mit ungewöhnlich großem Durchmesser wurden Scheiben geschnitten und so der Marmor einer neuen Verwendung zugeführt.

## Die Spolie der Dumbarton Oaks Collection

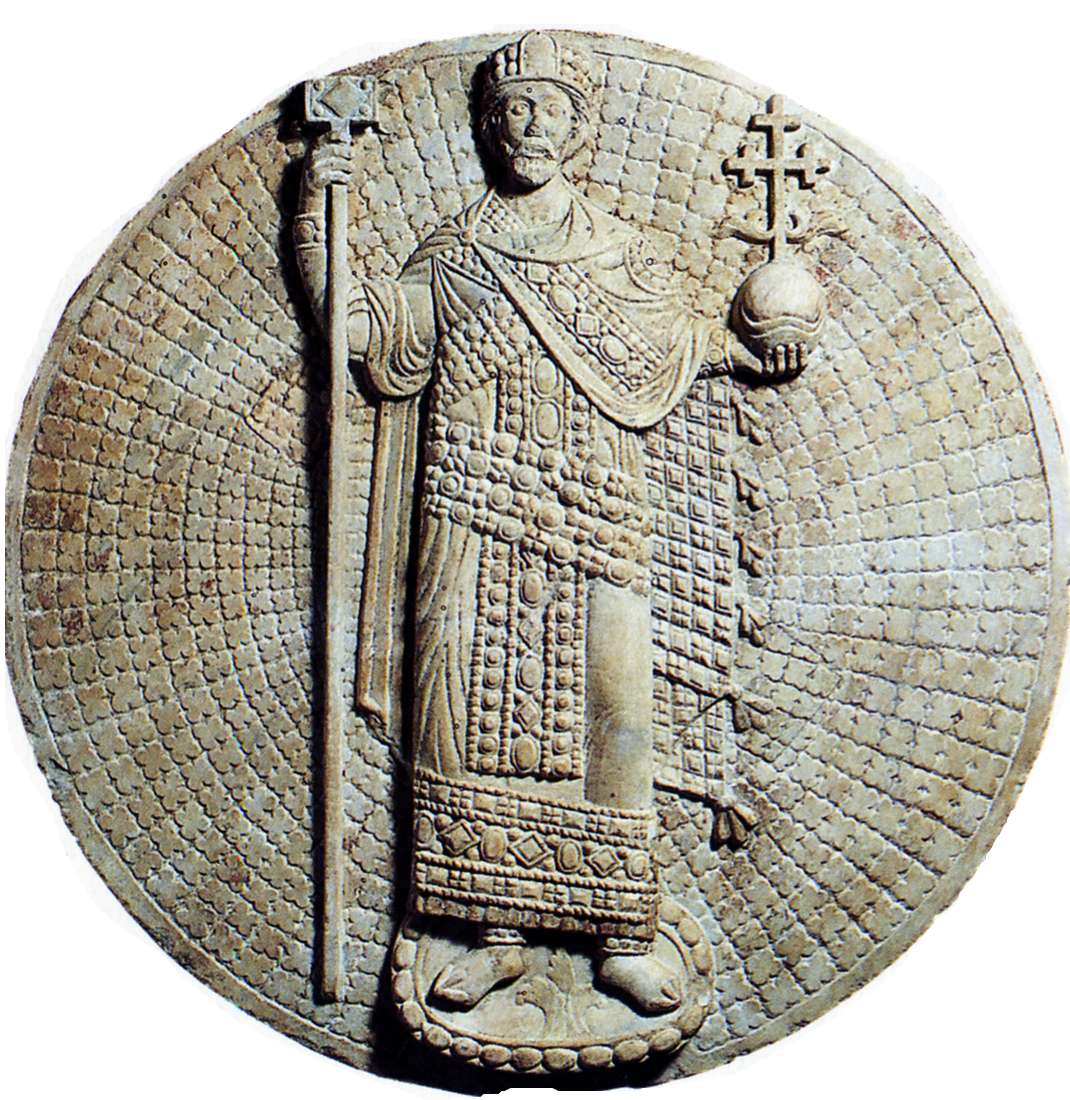
Kaisermedaillon, als Johannes II. Komnenos interpretiert (Dumbarton Oaks Collection, Washington)

Kaiserdarstellungen der byzantinischen Zeit sind, im Gegensatz zur Spätantike, selten.
Ein fast identisches Exemplar dieses Medaillons besitzt die Dumbarton Oaks Collection. Zusammen mit anderen spätantiken und byzantinischen Objekten erwarb Prinz Carl von Preußen diese Spolie vor 1860 im Veneto – die Provenienz des Stücks ist nicht genauer bekannt. Sie diente dann zur Dekoration des sogenannten Klosterhofs von Schloss Glienicke und gelangte 1937 in den Kunsthandel.  
Die Zusammengehörigkeit beider Kaiserdarstellungen ist offensichtlich, wobei nicht ausgeschlossen werden kann, dass nur eines der Bildnisse aus Konstantinopel stammt und das andere von venezianischen Handwerkern nach dem byzantinischen Vorbild geschaffen wurde; meist werden aber beide Kaiserbildnisse als Spolien aus Konstantinopel interpretiert und folglich als ein Paar.  

## Beschreibung der Kaiserfigur
Der Kaiser ist frontal in halber Lebensgröße dargestellt und mit einem breiten, edelsteingeschmückten Reif gekrönt. Die herrscherliche Kleidung besteht in einem Divitesion (Tunika), über das der Loros drapiert ist, eine mit Edelsteinen geschmückte Stola. Als Obergewand trägt der Herrscher ein Sagion, das auf der Schulter durch eine Fibel gehalten wird. In den Händen hält er Symbole seiner kaiserlichen Würde: in der Rechten das Labarum, in der Linken einen Kreuzglobus. Der Hintergrund  der Kaiserfigur ist durch vom Mittelpunkt strahlenförmig ausgehende Vierpassmuster strukturiert. 

## Identifikation
Besonders die Ausführung der herrschaftlichen Insignien Krone und Loros macht eine Datierung in die Zeit um 1100 wahrscheinlich. Vorgeschlagen wurde deshalb, den hier abgebildeten Kaiser und das Pendant in der Dumbarton Oaks Collection als ein Paar zu interpretieren, nämlich Alexios I. und Johannes II., die als Vater und Sohn von 1092 bis 1118 regierten.